# Slaget vid Storkyro
Slaget vid Storkyro (eller Slaget vid Napo, finska: Napue, ryska: Lappola) i Finland under stora nordiska kriget ägde rum den 19 februari 1714. Den svenske befälhavaren Armfeldt hade retirerat till byn Storkyro och inväntade ryssarna. Trots den finska vinterns hårda förhållanden fortsatte ryssarna sin offensiv.

## Bakgrund
Under 1713 års fälttåg i Finland hade den ryska armén intagit större delen av landet, varvid man hade fått fäste vid Bottniska viken och började hota med eventuella landsättningar av trupper i det egentliga Sverige. Vintern 1713–1714 bestämde sig den ryska ledningen för fortsatt offensiv och återupptog stridshandlingarna.
Den svenske generalen Carl Gustaf Armfeldt hade fått befälet över trupperna i Finland i augusti 1713. Hans föregångare Georg Lybecker hade lämnat över en tom krigskassa och ett tomt proviantförråd. Finland lämnades att försvara sig på egen hand efter bästa förmåga. Armfeldts största problem var att armén riskerade att upplösas på grund av brist på mat.

## Styrkeförhållanden

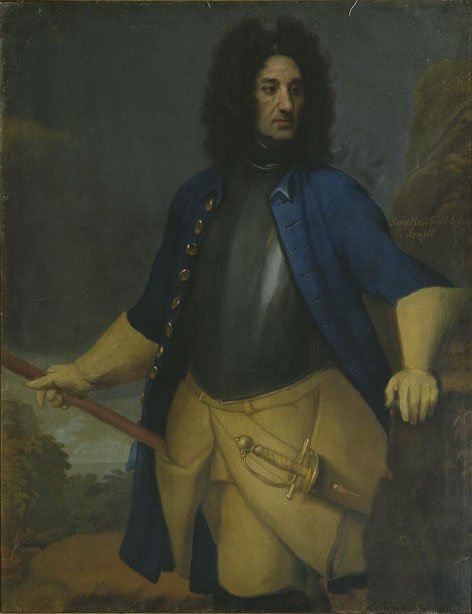
Carl Gustaf Armfeldt (1666–1736)

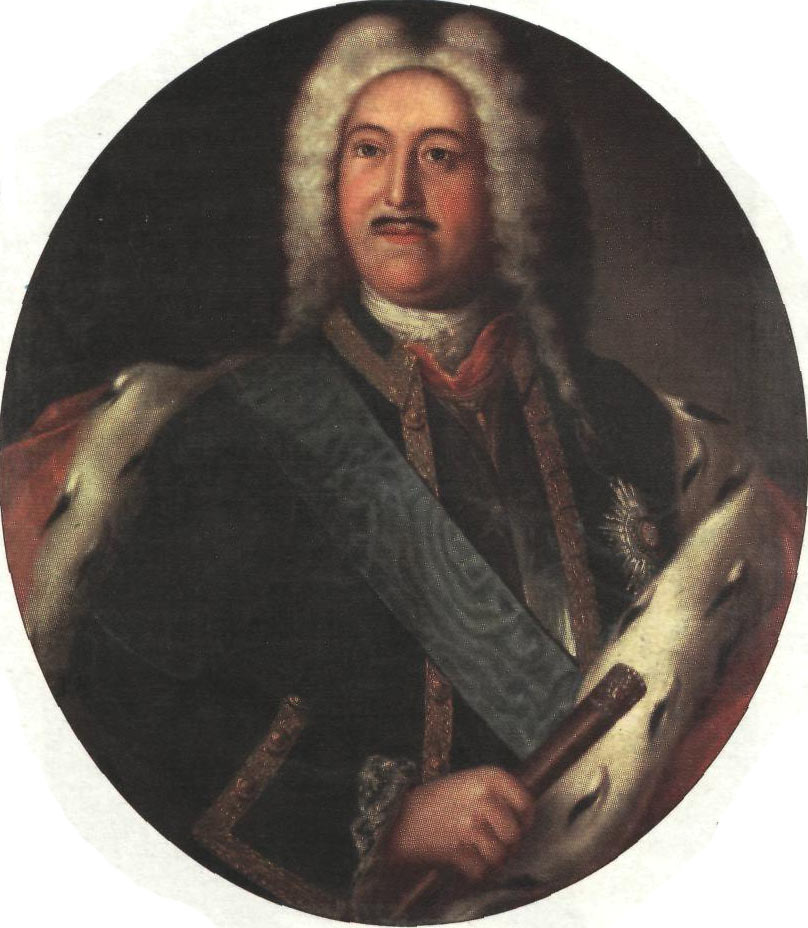
Michail Michajlovitj Golitsyn (1675–1730)

Styrkeförhållanden som anges för respektive sida varierar kraftigt i rysk och svensk litteratur. De ryska källorna brukar tala om att Golitsyn hade 5 588 man infanteri, 2 907 man kavalleri samt 11 regementskanoner, medan Armfeldts armé bestod av 8 000 soldater, 6 000 finska lantvärnstrupper och 8 kanoner.) E.V. Tarle talar om 5 588 infanterister, 2 907 kavallerister och ett visst antal kanoner på den ryska sidan, medan den svenska styrkan uppges ha bestått av runt 10 000 man reguljära trupper och några tusen finska lantvärnstrupper.
Svenska källor anger den svenska styrkan till 2 700 man infanteri, 1 400 man kavalleri, artilleriet enda undantaget, men troligtvis rör det sig om 7–9 artilleripjäser. De 1 000 man femmänningar som rekryterats deltog aldrig i själva slaget, utan lämnades troligtvis att vakta trossen. Samtliga regementen kom från den Finska rikshalvan av Sverige och slaget har därför i efterhand en viktig del av den finska nationella historiska bilden av en "finska armé" som ensam försvarade Finland.

## Före slaget
Den 7 februari 1714 gav sig Michail Golitsyns kår iväg mot Vasa, där Armfeldts styrkor befann sig. När Armfeldt fick kännedom om ryssarnas rörelser började han koncentrera sina styrkor till Storkyro cirka fyrtio kilometer öster om Vasa. Innan slaget hade Armfeldt dock inte lyckats samla ihop hela sin styrka. Storkyro är beläget vid floden Kyro älv på vars istäcke den ryska armén förflyttade sig. I närheten av Storkyro fanns en äng som var 2 kilometer bred och det var här som den svenska huvudstyrkan hade ställt upp sig.
Den 18 februari mötte den ryska armén en svensk förtrupp i närheten av byn Kuivila omkring fyra kilometer från Storkyro och intog den mot kvällen samma dag. När Golitsyn fick veta från tillfångatagna svenskar om hur ställningen som Armfeldt hade valt ut vid Storkyro såg ut bestämde han sig att taktiskt överlista sin motpart. I Kuivila lämnade han hälften av dragonerna (och under deras beskydd sin lätta träng), resten av armén (inklusive artilleriet) skickade han iväg över de frusna träsken längs Kyro älvs högra strand mot svenskarnas flank.
Golitsyns idé hade bara en brist, han tog inte med i beräkningen att hans soldater skulle bli tvungna att ta sig fram genom snö som nådde upp till knäna och dessutom släpa med sig kanonerna.
På grund av det var det först vid middagstid den 19 februari som de första ryska regementena dök upp i närheten av Storkyroängens norra sida efter att ha tillbringat 5–6 timmar på sin marsch.

## Slaget
De ryska enheternas uppdykande bringade oordning i de svenska bataljonerna som var belägna här, men ryssarna, vars kolonner var utdragna, vågade inte riskera att övergå till strid direkt efter sin marsch, vilket gav Armfeldt möjligheten att dra tillbaka sin kår söderut till åns vänstra strand.
Det taktiska initiativet övergick till svenskarna. När Armfeldt hade ställt upp det svenska infanteriet i två led gick han åter över ån och attackerade ryssarna.
Golitsyn hade även han ställt upp infanteriet i två led: det första bestod av fem bataljoner och det andra av tre. Tre dragonregementen hade han ställt bakom, på samma sätt som Vellingk vid Narva: kavalleriet skulle gå till motanfall där största faran skulle uppstå. Artilleriet hade delats upp i två delar och skyddade infanteriets flanker. De dragonregementen som hade lämnats i Kuivila fick order att utan dröjsmål ge sig av och anfalla i ryggen på den svenska armén, när den skulle bli indragen i strid med ryssarnas huvudstyrkor.
Till en början var Armfeldts anfall framgångsrikt. Den svenska infanterilinjen omfattade den ryska arméns flanker och tvingade det ryska artilleriet till reträtt. Om det svenska kavalleriet i detta ögonblick hade givit stöd åt anfallet hade Golitsyns situation kunnat bli kritisk. Men av olika anledningar (möjligen på grund av att de ryska dragonregementena närmade sig från öster) förblev det svenska kavalleriet overksamt i det avgörande ögonblicket.
Golitsyn satte nu in sin andra infanterilinje i strid och parerade svenskarnas kringgående rörelse. Även Armfeldt satte in sina infanterireserver och organiserade ett tryck både mot ryssarnas flanker och deras center.
Svenskarnas övertag likviderades av ryssarnas tredje linje, det vill säga dragonerna. Nu var det ryssarna som utflankerade den svenska armén. Samtidigt anlände nu i detta avgörande ögonblick nya avsuttna dragonregementen från Kuivila och efter att ha nedkämpat det finska uppbådet (femmänningarna) kom de i ryggen på det svenska infanteriet. Golitsyns motanfall ledde till svåra förluster för svenskarna och Armfeldt gav slaget förlorat. Ryssarna vann en avgörande seger.
Till ryssarnas troféer bör tilläggas hela det svenska artilleriet, trängen med den svenska krigskassan och svenska regementsfanor. Armfeldts kår upphörde i praktiken att existera. Ryssarnas förluster blev 3 000 döda och sårade. Efter nederlaget drog sig Armfeldts styrka norrut till trakten runt Tornedalen.
Efter segern vid Storkyro fick ryssarna kontrollen över huvuddelen av Finland. Till minnet av denna seger släpptes i Ryssland en särskild medalj. I Finland minns man tiden som den stora ofreden.

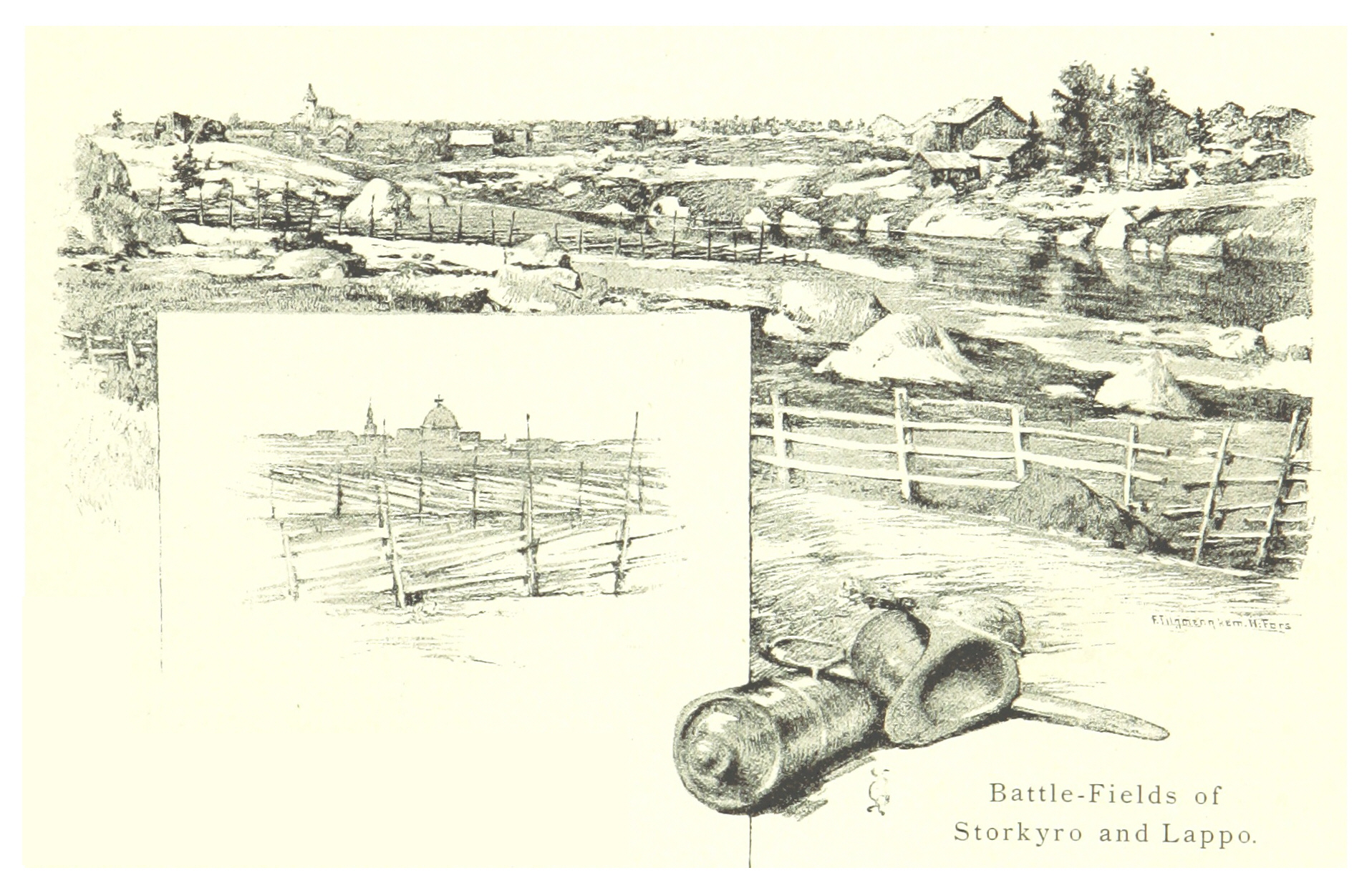

## Deltagande förband: (Enligt J.O. Hannula)[5]
Svenska:
- Åbo läns regemente (455 man)
- Björneborgs regemente (412 man)
- Tavastehus läns regemente (256 man)
- Viborgs läns regemente (125 man)
- Savolax regemente (566 man)
- Nylands regemente (326 man)
- Österbottens regemente (669 man)
- Wattrangs bataljon (224 man)

SUMMA infanteri: 3033 man
- Åbo och Björneborgs läns kavalleriregemente  (628 man)
- Nylands och Tavastehus läns kavalleriregemente (384 man)
- Nyslotts och Viborgs läns kavalleriregemente (225 man)
- Brakels dragonregemente (301 man)
- Adelsfanan (9 man)

SUMMA kavalleri: 1547 man
- Artilleriet (48 man)
- Lantvärnet (996 man)

TOTAL manskapsstyrka: 5524 man